# Бийи-сюр-Эн
Бийи-сюр-Э́н (фр. Billy-sur-Aisne) — коммуна во Франции, находится в регионе Пикардия. Департамент коммуны — Эна. Входит в состав кантона Суасон-2. Округ коммуны — Суасон.
Код INSEE коммуны — 02089.

## Население
Население коммуны на 2010 год составляло 1081 человек.
| 1962 | 1968 | 1975 | 1982 | 1990 | 1999 | 2010 |
| ---- | ---- | ---- | ---- | ---- | ---- | ---- |
| 926  | 1160 | 1256 | 1338 | 1279 | 1189 | 1081 |

## Экономика
В 2010 году среди 682 человек трудоспособного возраста (15—64 лет) 481 были экономически активными, 201 — неактивными (показатель активности — 70,5 %, в 1999 году было 66,1 %). Из 481 активных жителей работали 434 человека (234 мужчины и 200 женщин), безработных было 47 (22 мужчины и 25 женщин). Среди 201 неактивных 45 человек были учениками или студентами, 91 — пенсионерами, 65 были неактивными по другим причинам.